# Ministry
Ministry es una banda estadounidense de metal industrial fundada en 1981 por el cantante y único miembro original Al Jourgensen. En sus inicios la agrupación era una fusión de los géneros new wave y synthpop, cambiando de estilo a mediados de la década de 1980 para convertirse en una de las bandas pioneras dentro del subgénero del metal industrial. En 1992 lograron reconocimiento mundial con el lanzamiento del álbum Psalm 69: The Way to Succeed and the Way to Suck Eggs, que fue disco de platino y llegó a estar dentro de las principales listas de éxitos en varios países. Fueron pioneros en mezclar música electrónica con un alto contenido de guitarras y punk rock.
Después de 27 años de actividad, Jourgensen puso fin a la banda en 2008 afirmando que una futura reunión nunca ocurriría. Sin embargo, en agosto de 2011, fue anunciada una reunión cuando se confirmó que la banda se presentaría en el festival Wacken Open Air en agosto de 2012. Ministry publicó un nuevo álbum, Relapse, el 23 de marzo de 2012, el cual fue promocionado con una gira mundial. Debido a la muerte del por largo tiempo guitarrista de la banda, Mike Scaccia, Ministry publicó su álbum final, From Beer to Eternity, en septiembre del 2013.
A pesar de no dar noticias de nuevo material, la banda publicó el álbum en vivo Last Tangle in Paris el 8 de julio de 2014. Jourgensen también anunció su intención de llevar nuevamente a Ministry a una gira mundial.

## Historia

### Primeros años yWith Sympathy(1981-1984)
Al Jourgensen, músico nacido el 9 de octubre de 1958 en La Habana, Cuba, comenzó Ministry en Chicago, Illinois en 1981. Su primera banda antes de Ministry fue Special Affect con Groovie Man (de My Life With the Thrill Kill Kult), el baterista Harry Rushakoff (Concrete Blonde) y el bajista Marty Sorenson. Después llegó otro proyecto de corta duración llamado Silly Charmichaels, con Ben Krug, Tom Krug y Tom Wall, músicos provenientes de una banda llamada The Imports.
La formación original de Ministry consistía principalmente en Jourgensen (voz y teclados), Stephen George (batería), Robert Roberts (teclados) y John Davis (teclados). Aunque hubo algunos cambios en la alineación, la imagen de la banda se enfocaba principalmente en Jourgensen y Stephen George. El sonido original de Ministry era esencialmente new wave y synthpop, más melódico y estilizado que la agresiva música por la que la banda se haría conocida años más tarde. Con esta formación, Ministry grabó cuatro sencillos de 12 pulgadas con la discográfica Wax Trax! Records en 1984 (recopilados con el nombre Twelve Inch Singles). 
Su primer álbum de estudio, With Sympathy, fue publicado por Arista Records en 1983 y logró instalarse en el Top 200 de la revista Billboard en Estados Unidos. La música contenida en With Sympathy y en los sencillos publicados por Arista seguía los estándares del synthpop, género que crecía en popularidad en la década de 1980. Ministry logró convertirse en acto de apertura de la banda The Police durante la gira de Synchronicity en Norteamérica, siendo bien recibida por las numerosas audiencias. Años después, Jourgensen expresó su disgusto con esta primera etapa de la banda. Ha dado varias explicaciones al respecto, diciendo en una entrevista que luego de firmar el contrato discográfico todo el control creativo de Ministry fue entregado a los productores. En su autobiografía, Jourgensen da otra explicación, diciendo que fue presionado por Arista para producir sus canciones en estilo synthpop. Sin embargo, existe material audiovisual de Jourgensen afirmando en la década de 1980 que cuando descubrió la música hardcore, su dirección musical simplemente cambió. Adicionalmente, existen grabaciones de presentaciones de Ministry en Chicago un año antes de firmar contrato con Arista que muestran a la banda usando los atuendos tradicionales del estilo "new wave" y tocando este tipo de música. Jourgensen asumió un falso acento británico en todas las canciones. Su exesposa afirmó en una entrevista en 2013: "...la cuestión del acento inglés era una especie de homenaje a las bandas que él amaba más que otra cosa. No estaba tratando de creerse británico. Los Rolling Stones solían cantar con acento sureño y nadie se volvía loco por eso".
Algunas de las canciones favoritas de Jourgensen de la era With Sympathy fueron recopiladas en el álbum Early Trax (Rykodisc Records, 2004).

### Twitch(1985-1986)
A mediados de la década de 1980, Jourgensen se separa de George y de la compañía discográfica. Firmando con Sire, Al realiza principalmente solo el siguiente álbum de Ministry, Twitch (1986), el cual vendió bien pero aún fue considerado «underground». La música era una especie de electrónica bailable, pero no era música pop, y el sonido era más potente y agresivo que todo lo que Ministry había grabado antes. Según Jourgensen, el sonido de Twitch era similar a la música que hacía antes de grabar With Sympathy. Algunas de las canciones que terminó utilizando en Twitch ya habían sido grabadas unos cuatro o cinco años atrás, pero la compañía discográfica optó por no incluirlas en su disco anterior. El álbum fue fundamental para afirmar la importancia de la música industrial en los discotecas new wave. Este álbum probaría también ser un punto de inflexión en la carrera de Ministry. Mucho del nuevo sonido fue creado usando sampleo digital y las contribuciones del productor Adrian Sherwood. La opinión que Al tiene de Twitch parece ser mejor que la de With Sympathy, ya que la banda tocó una versión actualizada de la canción "We Believe" en 2003.

### The Land of Rape and Honey(1987–1988)
Después de Twitch, Jougensen hace el cambio más significativo en la historia de Ministry cuando se vuelve a encantar con el instrumento que tocaba en sus primeros años: la guitarra eléctrica. Este nuevo sonido de Ministry fue influido por Killing Joke y Big Black, quienes fueron quizás los primeros grupos en explotar la potente combinación baterías electrónicas en vivo y fuertes guitarras. Jourgensen contrató al bajista Paul Barker de la banda The Blackouts, músico que permanecería como compañero de Al Jourgensen en la que es generalmente conocida como la época dorada de Ministry. Barker fue por muchos años la única persona reconocida como miembro oficial de la banda además de Jourgensen. Con la incorporación del baterista de Blackouts, Bill Rieflin, Ministry grabó el disco The Land of Rape and Honey en 1988. Este álbum es posiblemente el mejor ejemplo del sonido de Ministry, haciendo uso de sintetizadores, teclados, secuencias EBM, cintas, cajas de ritmos, samples oscuros, diálogos extraídos de películas, procesamiento electrónico no convencional, y en partes, guitarras eléctricas y bajos distorsionados. El álbum fue apoyado con una gira en 1988 y los sencillos y vídeos musicales de "Stigmata", "Flashback" y "The Land of Rape and Money". "Stigmata" fue usada en una escena central de la película de Richard Stanley, Hardware (1990), aunque la banda que aparece tocando la canción en la película es Gwar.

### The Mind is a Terrible Thing to Taste(1989–1990)
El siguiente disco, The Mind Is a Terrible Thing to Taste, fue promocionado con una gira que inició en 1989 y terminó el año siguiente. Debido a la compleja naturaleza de la batería en el álbum, fue contratado un segundo baterista llamado Martin Atkins. Se formó una banda consistente de diez músicos para dicha gira, con Chris Connelly (teclados y voz), Nivek Ogre (teclados y voz), Joe Kelly (voz y coros) y los guitarristas Mike Scaccia, Terry Roberts y William Tucker, con Jourgensen, Barker y Rieflin como los músicos principales en el escenario. Algunas canciones de la gira fueron grabadas y publicadas en el álbum In Case You Didn't Feel Like Showing Up. Dos sencillos, "Burning Inside" y "So What" fueron publicados a la par con el álbum.
Durante la década de 1980 Jourgensen y Barker se vieron envueltos en gran cantidad de proyectos paralelos y colaboraciones con otros artistas. Muchos de esos proyectos tenían un sonido muy similar al de Ministry. Entre estos destaca la agrupación Revolting Cocks, que era esencialmente la misma banda con la adición de los músicos belgas Richard 23 (de Front 242) y Luc Van Acker. Jourgensen y Barker también formaron la agrupación Lard con el cantante de Dead Kennedys, Jello Biafra, Acid Horse con los músicos de Cabaret Voltaire, 1000 Homo DJs (con la colaboración de Trent Reznor de Nine Inch Nails como cantante en la versión de la canción "Supernaut" de Black Sabbath), PTP con Chris Connelly y Pailhead con Ian MacKaye de Minor Threat y Fugazi.
Barker publicó su propio material bajo el nombre Lead into Gold y Jourgensen produjo y tocó la guitarra eléctrica en el álbum Rabies de Skinny Puppy. Atkins y Rieflin formaron la banda Pigface. Algunas grabaciones de estos proyectos fueron recopiladas en un álbum titulado Side Trax en 2004, y la discografía de Revolting Cocks fue remasterizada y publicada de nuevo.

### Psalm 69y Lollapalooza (1991-1993)
Ministry alcanzó la popularidad internacional con el sencillo "Jesus Built My Hotrod" (coescrita por Gibby Haynes de Butthole Surfers y Michael Balch de Front Line Assembly). El vídeo musical de la canción fue un éxito, llevando a la banda a un reconocimiento internacional que no habían obtenido hasta el momento. El álbum Psalm 69: The Way to Succeed and the Way to Suck Eggs (1992) mostró un cambio radical en el sonido con ritmos de metal industrial basados en la voz de Jourgensen y en las estridentes guitarras de Mike Scaccia y Louis Svitek, nuevos músicos incorporados a la agrupación.
El nombre real del álbum es ΚΕΦΑΛΗΞΘ, una combinación de las palabras κεφαλή (kephalē) y ΞΘ, que significan "capítulo 69" en griego. El título fue extraído de la obra literaria El Libro de las Mentiras del ocultista Aleister Crowley. Psalm 69 se convirtió en el álbum más exitoso de Ministry, incluyendo los sencillos "N.W.O." (una protesta a la guerra del Golfo Pérsico y un ataque directo al entonces presidente de los Estados Unidos George H. W. Bush) y "Just One Fix" (una colaboración con el novelista William S. Burroughs), además del mencionado "Jesus Built My Hotrod". El sencillo "N.W.O." fue usado en la película Cool World de 1992. Tiempo después, la misma canción fue utilizada en el videojuego Need for Speed: The Run.
La banda formó parte de la segunda edición del festival Lollapalooza, encabezando el mismo junto a la banda californiana Red Hot Chilli Peppers. Varios de los conciertos del festival terminaron en un total descontrol, lo que hizo que la banda fuera uno de los actos más comentados de Lollapalloza. En 1993 se embarcaron en una gira en promoción de Psalm 69 con Sepultura y Helmet como teloneros. En 1994 hicieron un par de recitales acústicos bajo el nombre de Buck Satan & the 666 Shooters. Uno de esos eventos contó con la aparición del cantante Eddie Vedder de Pearl Jam.

### Filth Pig(1995-1997)
En 1995, Ministry fue uno de los actos principales en el festival Big Day Out en Australia y Nueva Zelanda. A pesar de su creciente éxito, la banda se vio envuelta en serios problemas de drogas y constantes arrestos. A causa de estos problemas la agrupación tuvo que posponer el lanzamiento de su siguiente álbum, Filth Pig, hasta 1996. Para Filth Pig Ministry abandonó el uso de sintetizadores para adicionar un fuerte sonido de guitarras y bajo y sonido real de batería.
Las canciones del álbum fueron interpretadas a una velocidad menor, en un estilo similar al del doom metal. Filth Pig llegó acompañado de los sencillos y vídeos "Reload", "The Fall", "Lay Lady Lay" (versión de la canción de Bob Dylan) y "Brick Windows", y de una gira en 1996 que fue registrada años más tarde en el álbum en vivo Sphinctour. Jourgensen ha afirmado que se encontraba atravesando un periodo de depresión durante la grabación del álbum y que Filth Pig refleja su estado de ánimo en ese entonces, por lo que le desagrada interpretar canciones del disco.

### Dark Side of the Spoon(1998-2000)
Ministry grabó su último álbum para Warner Bros. Records, Dark Side of the Spoon, en 1999. El álbum fue dedicado a la memoria del músico William Tucker tras su suicidio a comienzos de ese año. Para este álbum, Ministry intentó diversificar su sonido añadiendo algunas melodías y toques sintéticos a su usual sonido electro-metal, junto con algunas influencias del jazz, pero el álbum no fue bien recibido. Sin embargo, el sencillo "Bad Blood" apareció en la banda sonora de la película The Matrix y fue nominado para el premio Grammy en el año 2000.
En el verano del año 2000, la banda fue invitada al festival Ozzfest de ese año, cubriendo la vacante dejada por un fallido intento de reunir a la alineación original de Judas Priest. Aunque posteriormente, tras de un cambio de administración, Ministry fueron sacados del cartel y reemplazados por Soulfly.

### Hiato yAnimositisomina(2001–2003)
Después de que Ministry terminara la relación comercial con Warner Bros. Records, la discográfica publicó el álbum de grandes éxitos Greatest Fits en el 2001, el cual incluía una nueva canción, "What About Us?". Ministry interpretaría la canción en un cameo en la película de Steven Spielberg Inteligencia Artificial. Durante los años 2000 y 2002, las disputas con Warner Bros. resultaron en la cancelación de los álbumes Live Psalm 69, Sphinctour y ClittourUS. Sphinctour fue finalmente publicado por Sanctuary Records.
En el 2001, Jourgensen casi pierde su brazo debido a la picadura de una araña venenosa. Un dedo de sus pies tuvo que ser amputado después de que pisara por accidente una aguja hipodérmica desechada. De acuerdo a Jourgensen, el darse cuenta de que pudo haber perdido su vida lo hizo dejar su adicción a la heroína y concentrase de nuevo en la música. Jourgensen y Paul Barker, junto a Max Brody, quién se unió como saxofonista para la gira de 1999, se concentraron en producir canciones para un nuevo álbum durante el 2001 y 2002, lo que terminó en la publicación de Animositisomina con Sanctuary Records en el 2003. El sonido del álbum contenía un sonido heavy metal y efectos especiales de voz, equiparando la ferocidad de Psalm 69 (aunque en Animositisomina grabaron una versión de la canción de pop "The Light Pours Out Of Me" de la banda Magazine). Animositisomina no logró buenas ventas y los sencillos "Animosity" y "Piss" fueron cancelados antes de ser publicados.
Paul Barker dejó Ministry en 2003, declarando que dejaba la banda por el fallecimiento de su padre mientras la agrupación terminaba una gira de verano en Europa. También declaró a principios del 2004 que la vida con su familia era su principal prioridad en ese momento. Jourgensen continuó con Ministry junto con Mike Scaccia y otros músicos.

### Houses of the MoléyRio Grande Blood(2004–2006)
Para el siguiente álbum de Ministry, Jourgensen publicó la canción "No W", un ataque directo al entonces presidente de los Estados Unidos, George W. Bush. El siguiente álbum, Houses of the Molé (2004), contiene las letras más explícitamente políticas que Jourgensen había escrito para entonces, con el clásico sonido electro-metal de Ministry tocado de manera más cruda, más sucia y más libre que en todos los álbumes anteriores, dándole al álbum el sonido más próximo al metal que la banda había publicado hasta entonces. En 2006 la banda publicó el álbum Rio Grande Blood mediante la discográfica privada de Jourgensen, 13th Planet Records. Con Tommy Victor de Prong y Paul Raven de Killing Joke, el álbum contiene un sonido muy cercano al thrash metal, con cierta similitud al sonido de Slayer. El sencillo "Lieslieslies" fue nominado para el premio Grammy por mejor interpretación de metal en su 49.ª edición. Este, junto con otra canción del álbum, "The Great Satan", estuvo disponible como contenido descargable para el juego Rock Band 2 del 2008. En julio de 2007, la banda publicó Rio Grande Dub, un álbum con mezclas del álbum Rio Grande Blood.

### The Last Sucker,Cover UpyUndercover(2007–2010)
El siguiente álbum de Ministry, The Last Sucker, fue publicado el 18 de septiembre de 2007. El 4 de junio de ese mismo año, Al Jourgensen 
presentó una demanda por interferencia torticera contra el exbajista Paul Barker y Spurburn Music en una corte de Los Ángeles. El caso fue archivado el 24 de octubre de 2008. Paul Raven falleció de un ataque cardíaco el 20 de octubre de 2007.
Una canción titulada "Keys to the City" fue publicada el 5 de marzo de 2008. En adición a este sencillo, se publicaron los álbumes Cover Up (1 de abril de 2008) y Undercover (7 de diciembre de 2010). Todas estas publicaciones fueron acreditadas a Ministry and Co-Conspirators, dado que los álbumes presentan colaboraciones de Jourgensen con otros músicos.
La supuesta gira de despedida de Ministry, el "C-U-LaTour", inició en Norteamérica el 26 de marzo de 2006 con Meshuggah como invitados especiales y Hemlock como acto de apertura. Finalizaron la gira en Dublín, Irlanda, el 18 de julio de 2008. Durante la presentación, Jourgensen afirmó repetidas veces que ese sería el último concierto de Ministry. Debido a la gran demanda de boletos, un recital extra fue añadido el 19 de julio de 2008, el cual obtuvo otro lleno total.
Adiós... Puta Madres, un álbum en vivo con material de la gira de despedida de Ministry fue publicado en 2009 en formato CD y DVD. Una película documental llamada Fix: The Ministry Movie fue planeada para ser publicada en el 2010. Sin embargo, la publicación fue retrasada para inicios del 2011. El documental debutó en el Festival Internacional de Cine y Música de Chicago. Jourgensen demandó al director, Doug Freel, por no cumplir con su parte del contrato. El caso se cerró en julio de 2011.

### Reunión,Relapsey muerte de Mike Scaccia (2011–2012)
El 7 de agosto de 2011, Ministry anunció su reunión para presentarse en el festival Wacken Open Air, evento llevado a cabo entre el 2 y el 4 de agosto de 2012. La banda estaría compuesta por Al Jourgensen como cantante, Mike Scaccia y Tommy Victor como guitarristas, Aaron Rossi en la batería, John Bechdel en teclados y Tony Campos como bajista.
Jourgensen afirmó en una entrevista para Metal Hammer en agosto de 2011 que Ministry se encontraba trabajando en un nuevo álbum titulado Relapse, el cual sería publicado a fin de año. En referencia al sonido del nuevo material, Al afirmó: "Tenemos al menos cinco canciones... Las úlceras se fueron y Bush se fue, es momento de intentar algo distinto. Creo que este álbum será el más rápido y el más pesado que alguna vez haya hecho... Mikey acaba de hacer una gira con Rigor Mortis y me contó que el sonido de su banda es comparable con el nuevo sonido de Ministry, así que será brutal y seguramente asustará a mucha gente".
El 23 de diciembre de 2011, Ministry publicó "99 Percenters", primer sencillo de Relapse. El 22 de febrero de 2012 salió al mercado el segundo sencillo, "Double Tap", que fue incluido en la versión de abril de 2012 de la revista Metal Hammer. El 23 de marzo Relapse fue publicado finalmente.
El 23 de diciembre de 2012, el guitarrista Mike Scaccia falleció de un ataque cardíaco mientras se encontraba dando un recital con Rigor Mortis.

### From Beer to EternityyAmeriKKKant(2013–presente)
En una entrevista con Noisey en marzo de 2013, Jourgensen anunció que Ministry se separaría de nuevo, explicando que no quería continuar la agrupación sin Scaccia. "Mikey era mi mejor amigo en este mundo y no puede haber Ministry sin él", afirmó. "Pero se que el último material en el que trabajamos debe ser publicado en su honor. Así que, después de su funeral, entraré al estudio a grabar las últimas canciones de Ministry que el mundo va a escuchar. No puedo hacerlo sin Mikey y no quiero hacerlo. Sí, este será el último álbum de Ministry". El álbum, titulado From Beer to Eternity, fue publicado el 6 de septiembre de 2013. Jourgensen afirmó que la banda haría una gira promocional para From Beer to Eternity, pero que no grabaría más álbumes. En una entrevista en abril de 2016 para Loudwire, Jourgensen mencionó la posibilidad de grabar otro álbum de Ministry, contradiciendo sus anteriores declaraciones.
En febrero de 2017, Ministry empezó a trabajar en su álbum de estudio número 14, titulado AmeriKKKant. El álbum será publicado de manera digital a finales de 2017, seguido por una edición en vinilo que será puesta a la venta en enero de 2018, incluyendo apariciones especiales de Burton C. Bell de Fear Factory, DJ Swamp y Lord of the Cello. Durante su presentación en el festival Blackest of the Black en Silverado, California en mayo de 2017, la banda tocó la canción "Antifa", la cual se espera que aparezca en AmeriKKKant.

## Miembros

### Actuales
- Al Jourgensen – Voz, guitarras, programación, producción, otros instrumentos (1981–2008, 2011–presente)
- John Bechdel – Teclados (2006–2008, 2011–presente)
- Sin Quirin – Guitarras (2007–2008, 2012–presente)
- Cesar Soto – Guitarras (2015–presente)
- Jason Christopher – Bajo, coros (2016–presente)
- Thomas Holtgreve – Batería (2017-presente)

### Anteriores
- John Davis – Teclados, coros (1981–1982)
- Stephen George – Batería (1981–1985)
- Robert Roberts – Teclados, coros (1981–1983)
- Paul Barker – Bajo, programación, producción, coros (1986–2003)
- Bill Rieflin – Batería (1986–1994)
- Mike Scaccia – Guitarras (1989–1995, 2003–2006, 2011–2012; fallecido en 2012)
- Louis Svitek – Guitarras (1992–1999, 2003)
- Duane Buford –Teclados (1994–1999)
- Rey Washam – Batería (1994–1999, 2003)
- Zlatko Hukic – Guitarras (1996–1999)
- Max Brody – Batería, saxofón (1999–2004)
- Tommy Victor – Guitarras (2005–2008, 2011–2012)
- Paul Raven – Bajo (2005–2007; fallecido en 2007)
- Tony Campos – Bajo (2007–2008, 2011–2015)
- Aaron Rossi – Batería (2007–2008, 2011–2016)

## Discografía

### Álbumes de estudio
| - 1983: With Sympathy - 1986: Twitch - 1988: The Land of Rape and Honey - 1989: The Mind Is a Terrible Thing to Taste - 1992: Psalm 69: The Way to Succeed and the Way to Suck Eggs - 1996: Filth Pig - 1999: Dark Side of the Spoon | - 2003: Animositisomina - 2004: Houses of the Molé - 2006: Rio Grande Blood - 2007: The Last Sucker - 2012: Relapse - 2013: From Beer to Eternity - 2018: AmeriKKKant | - 2021: Moral Hygiene - 2024: Hopiumforthemasses |

## Giras
- With Sympathy Tour, 1983
- Wax Trax! Singles Tour, 1984
- Twitch Tour, 1986–1987
- The Land of Rape and Honey Tour, 1988
- The Mind Tour, 1989–1990
- Lollapalooza 1992
- Psalm 69 Tour, 1992–1994
- Sphinctour, 1996
- ClitourUS, 1999
- Fornicatour, 2003
- Evil Doer Tour, 2004–2005
- MasterBaTour, 2006
- C-U-LaTour, 2008
- DeFiBriLaTouR / Relapse Tour, 2012
- From Beer To EternaTour, 2015